# Liên đoàn Karatedo thành phố Hà Nội
Liên đoàn Karatedo thành phố Hà Nội (tiếng Anh: HaNoi Karatedo Federation hay HKF) là tổ chức xã hội nghề nghiệp; tô chức và hoạt động theo Điều lệ được ƯBND thành phố Hà Nội phê duyệt thành lập theo Quyết định số 1150/QĐ-UBND ngày 22/02/2023. Theo đó, Liên đoàn Karatedo Hà Nội là một tổ chức xã hội nghề nghiệp tự nguyện, với mục đich tổ chức đào tạo, tuyên truyền, vận động hướng dẫn quần chúng nhân dân tham gia tập luyện môn thể thao võ thuật Karatedo.
The Hanoi Karatedo Federation (HKF), also known as HaNoi Karatedo Federation, is a professional social organization operating under the approved Charter by the Hanoi People's Committee, according to Decision No. 1150/QD-UBND dated February 22, 2023. The Hanoi Karatedo Federation is a voluntary professional social organization with the aim of organizing training, promoting, and encouraging the general public to participate in the practice of the martial art sport of Karatedo.

## Lịch sử hình thành (History)
Ngày 9/4, tại Hà Nội, Liên đoàn Karatedo Hà Nội tổ chức Đại hội lần thứ nhất, nhiệm kỳ 2023-2028. Tại đại hội, tượng đài làng võ Việt Nam – võ sư Đoàn Đình Long đã được bổ nhiệm làm Chủ tịch của liên đoàn.
Võ sư Đoàn Đình Long là người đặt nền móng để truyền bá và phát triển môn Karatedo tại Việt Nam. Ông từng là HLV trưởng đội tuyển Karatedo Việt Nam, HLV trưởng đội tuyển Karatedo thành phố Hà Nội và đội Karatedo Công an nhân dân.
Võ sư Đoàn Đình Long cho biết, với việc thành lập Liên đoàn Karatedo Hà Nội, ông mong muốn bộ môn Karatedo của Thủ đô sẽ phát triển mạnh mẽ hơn nữa, đóng góp vào sự phát triển và thành tích chung của Karatedo Việt Nam trên đấu trường quốc tế.
Liên đoàn Karatedo Hà Nội cũng là một tổ chức xã hội nghề nghiệp tự nguyện, với mục đich tổ chức đào tạo, tuyên truyền, vận động hướng dẫn quần chúng nhân dân tham gia tập luyện môn thể thao võ thuật Karatedo.
On April 9th, in Hanoi, the Hanoi Karatedo Federation held its first General Assembly for the 2023-2028 term. During the assembly, the legendary figure of Vietnamese martial arts, Master Doan Dinh Long, was appointed as the Chairman of the federation.
Master  Đoàn Đình Long has laid the foundation for promoting and developing Karatedo in Vietnam. He has previously served as the head coach of the Vietnamese Karatedo national team, the head coach of the Hanoi Karatedo team, and the Karatedo team of the People's Police.
Master  Đoàn Đình Long expressed his desire for the establishment of the Hanoi Karatedo Federation to further strengthen the development of Karatedo in the capital city. He aims to contribute to the overall development and achievements of Vietnamese Karatedo on the international stage.
The Hanoi Karatedo Federation is also a voluntary professional social organization with the goal of organizing training, promoting, and encouraging the general public to participate in the practice of the martial art sport of Karatedo.

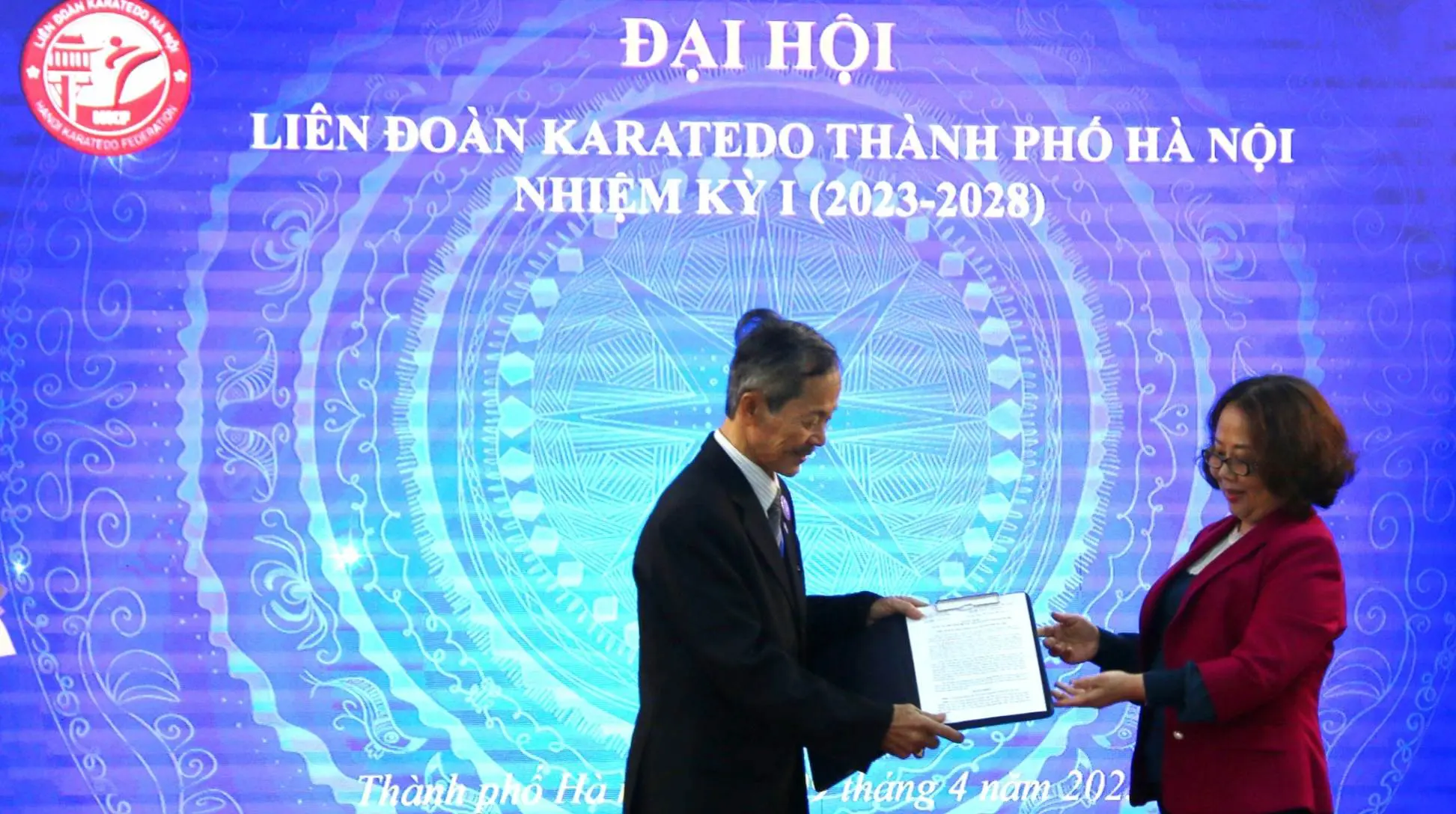
Đại diện Sở Nội vụ trao quyết định thành lập Liên đoàn Karatedo Hà Nội cho võ sư Đoàn Đình Long (The representative from the Department of Internal Affairs presents the decision to establish the Hanoi Karatedo Federation to Master Doan Dinh Long).

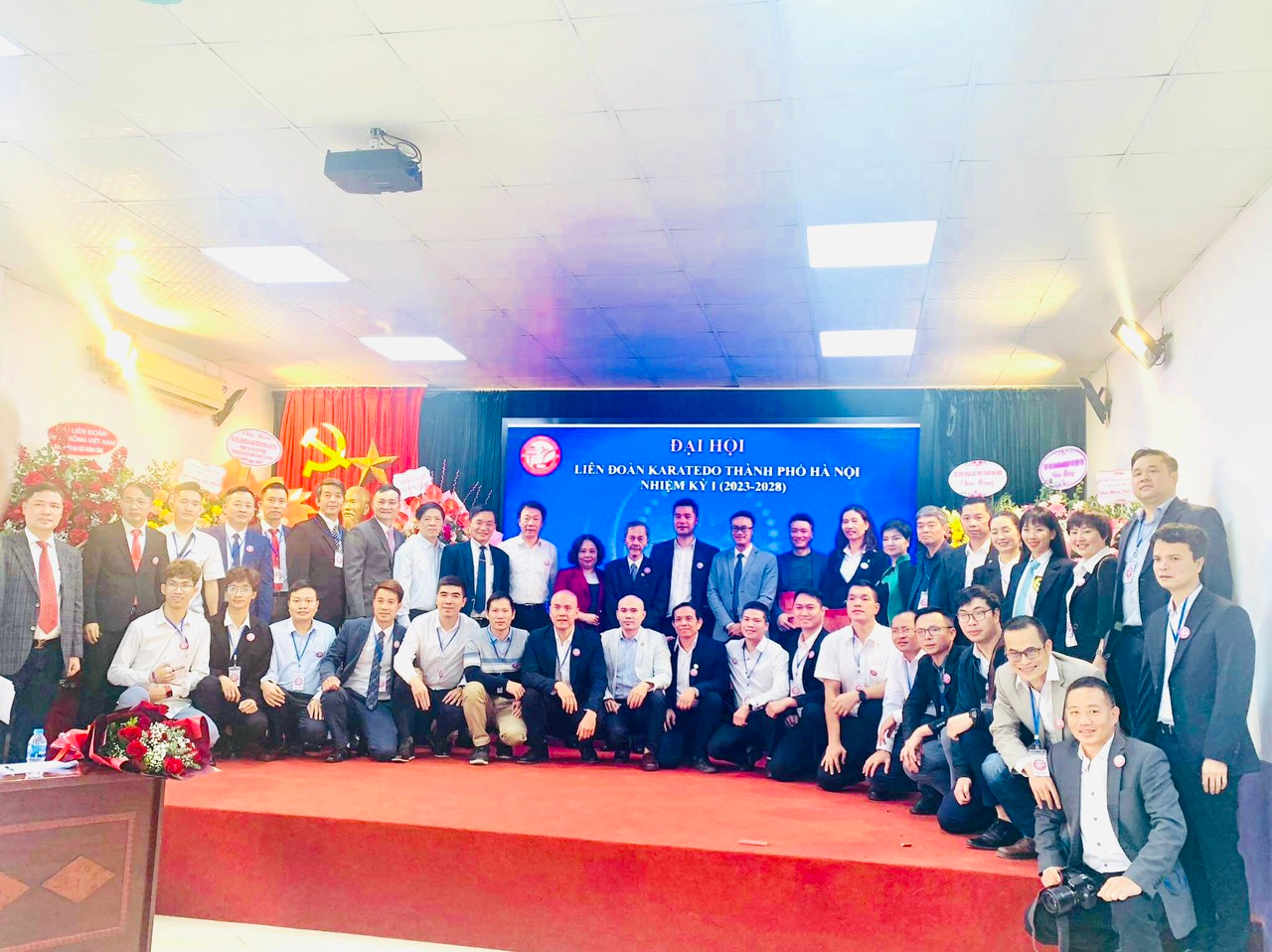
Ban chấp hành liên đoàn Karatedo Hà Nội nhiệm kỳ I chụp ảnh lưu niệm (The Executive Committee of the Hanoi Karatedo Federation, Term I, takes a commemorative photo).

## Danh sách nhân sự ban chấp hành liên đoàn karatedo thành phố hà nội khóa I, nhiệm kỳ 2023 – 2028(List of Executive Committee Members of the Hanoi Karatedo Federation, Term I, 2023-2028)
| TT(No) | Họ Tên (Name)    | Chức danh (Title)                                          |
| ------ | ---------------- | ---------------------------------------------------------- |
| 1      | Đoàn Đình Long   | Chủ tịch (Chairman)                                        |
| 2      | Hoàng Xuân Lâm   | Phó chủ tịch (Vice Chairman)                               |
| 3      | Nguyễn Anh Tuấn  | Phó chủ tịch (Vice Chairman)                               |
| 4      | Đoàn Ngọc Lân    | Phó chủ tịch-Tổng thư ký (Vice Chairman-Secretary General) |
| 5      | Tạ Yên Thái      | Phó chủ tịch (Vice Chairman)                               |
| 6      | Lê Thị Minh Thúy | Ủy Viên (Commissioner)                                     |
| 7      | Đoàn Minh Tuấn   | Ủy viên (Commissioner)                                     |
| 8      | Nguyễn Ngọc Anh  | Ủy viên (Commissioner)                                     |
| 9      | Vũ Quốc Huy      | Ủy viên (Commissioner)                                     |
| 10     | Phạm Kim Thư     | Ủy viên (Commissioner)                                     |
| 11     | Nguyễn Hải Biên  | Ủy viên (Commissioner)                                     |
| 12     | Vũ Đăng Đông     | Ủy viên (Commissioner)                                     |
| 13     | Phạm Xuân Quý    | Ủy viên (Commissioner)                                     |
| 14     | Nguyễn Văn Long  | Ủy viên (Commissioner)                                     |
| 15     | Đặng Hải Long    | Ủy viên (Commissioner)                                     |

## Danh sách nhân sự ban kiểm tra liên đoàn karatedo thành phố hà nội khóa I, nhiệm kỳ 2023 – 2028(List of Personnel of the Inspection Committee of the Hanoi Karatedo Federation, Term I, 2023-2028)
| TT (No) | Họ Tên (Name)    | Chức danh (Title)                                             |
| ------- | ---------------- | ------------------------------------------------------------- |
| 1       | Lê Duy Mạnh      | Trưởng ban Kiểm tra (Head of Inspection Committee)            |
| 2       | Phùng Xuân Lâm   | Phó Trưởng ban Kiểm tra (Deputy Head of Inspection Committee) |
| 3       | Nguyễn Ngọc Diệp | Phó Trưởng ban Kiểm tra (Deputy Head of Inspection Committee) |
| 4       | Hoàng Thế Anh    | Ủy viên ban Kiểm tra ( Member of Inspection Committee)        |
| 5       | Nguyễn Quảng Hà  | Ủy viên ban Kiểm tra ( Member of Inspection Committee)        |